# Coméphore baïkal
Comephorus baikalensis
 (août 2009).
Si vous disposez d'ouvrages ou d'articles de référence ou si vous connaissez des sites web de qualité traitant du thème abordé ici, merci de compléter l'article en donnant les références utiles à sa vérifiabilité et en les liant à la section « Notes et références ».
Espèce
Le coméphore baïkal, ou coméphore du Baïkal (Comephorus baikalensis ou Callionymus baikalensis) est une espèce de poissons de la famille des Comephoridae.

## Description et caractéristiques
C'est un poisson translucide, sans écailles, vivipare, à mâchoire inférieure saillante, dépourvue de dents au sommet, aux yeux atrophiés, vivant surtout à une grande profondeur du lac Baïkal.
Il atteint sa maturité sexuelle vers l'âge de 2 à 3 ans et a une portée d'environ 2000 larves.
Avec une biomasse estimée d'environ 100 000 à 150 000 tonnes, le coméphore constitue l'organisme vivant le plus important du lac où il vit. Étant donné qu'il ne vit pas en banc, et qu'il est relativement petit (sa longueur se limite à environ 15 cm, bien que certaines femelles puissent atteindre 25 cm), la pêche commerciale n'est pas économiquement intéressante. Pour cette raison, combinée à la grande natalité du coméphore, il est nécessaire de faire attention aux populations de phoques de Sibérie, autrement le coméphore pourrait décimer de nombreuses autres espèces lacustres endémiques au lac Baïkal. Il est la principale source d'alimentation de ce phoque.
Ce poisson est particulier par sa constitution (il est constitué à 35 % de graisses) et par sa capacité à s'adapter à de fortes pressions, tant que la température de l'eau et son oxygénation lui conviennent. Cela dit, il préfère les grandes profondeurs bien oxygénées.